# قصر تانسيخت
قصر تانسيخت هو قصرٌ (قريةٌ محصنة) في المغرب، يقعُ في منطقة تامزموت. بني هذا القصر بتقنية التربة المدكوكة، حيثُ استعمل فيه الطين. تبلغ مساحته 0.04 هكتار.